# Episodi di Future Card Buddyfight 100
Future Card Buddyfight 100 è stato trasmesso originalmente in Giappone dall'11 aprile 2015 al 26 marzo 2016 su TV Aichi per un totale di 50 episodi.
Sigle di apertura
- Luminize cantata dai fripSide (ep. 1-21)
- Beyond the Limit cantata da Hideyuki Takahashi (ep. 22-48)

Sigle di chiusura
- Buddy Lights cantata da Saitou Souma (ep. 1-21)
- Milky 100 World cantata dalle Milky Holmes (ep. 22-50)

## Lista episodi
| Nº       | Giapponese 「Kanji」 - Rōmaji                                                                                         | In onda           | In onda |
| Nº       | Giapponese 「Kanji」 - Rōmaji                                                                                         | Giapponese        |         |
| 1 (65)   | 「とてつもない脅威！」 - Totetsumonai kyōi!                                                                           | 11 aprile 2015    |         |
| 2 (66)   | 「百鬼襲来！天武を守れ!!」 - Hyakki shūrai! Tenbu o mamore!!                                                          | 18 aprile 2015    |         |
| 3 (67)   | 「太陽を嫌う者」 - Taiyō kirau mono                                                                                   | 25 aprile 2015    |         |
| 4 (68)   | 「風雲！バディフェスタ!!」 - Fūun! Badi Fesuta!!                                                                      | 2 maggio 2015     |         |
| 5 (69)   | 「不眠不休！ バディポリス見習い！！」 - Fumin fukyū! Badi Porisu minarai!!                                            | 9 maggio 2015     |         |
| 6 (70)   | 「兄弟対決！ 斬夜VS超合竜ブレンバルティス！！」 - Kyōdai taiketsu! Zanya VS Chōgōryū Buren Barutisu!!                 | 16 maggio 2015    |         |
| 7 (71)   | 「ニャニャ？ 長靴を履いたケットシー！」 - Nyanya? Chōka o haita Kettoshī!                                             | 23 maggio 2015    |         |
| 8 (72)   | 「忍び寄る魔剣士！ 奪われた天武！！」 - Shinobiyoru ma kenshi! Ubawareta Tenbu!!                                      | 30 maggio 2015    |         |
| 9 (73)   | 「星合体！スタードラゴンワールド！！」 - Hoshi gattai! Sutā Doragon Wārudo!!                                          | 6 giugno 2015     |         |
| 10 (74)  | 「チェスト！仲間を捜してジウン万年！」 - Chesuto! Nakama o sagashite Jiun mannen!!                                    | 13 giugno 2015    |         |
| 11 (75)  | 「さすらいの百鬼ハンター」 - Sasurai no hyakki huntā                                                                  | 20 giugno 2015    |         |
| 12 (76)  | 「勝ち抜け！一〇二四連戦！！」 - Kachinuke! Ichi zero ni yon rensen!!                                                 | 27 giugno 2015    |         |
| 13 (77)  | 「百鬼夜行！爆雷の恐怖！！」 - Hyakki yagyō! Bakurai no kyōfu!!                                                       | 4 luglio 2015     |         |
| 14 (78)  | 「全てを喰らう獣！ヤミゲドウ！！」 - Subete o kurau kemono! Yamigedō!!                                                | 11 luglio 2015    |         |
| 15 (79)  | 「ナノマシン忍者対決！白夜VS月影！！」 - Nanomashin ninja taiketsu! Byakuya VS Tsukikage!!                            | 18 luglio 2015    |         |
| 16 (80)  | 「おいらがヒーロー！ジャスティス・ドラム！！」 - Oira ga hīrō! Jasutisu doramu!!                                      | 25 luglio 2015    |         |
| 17 (81)  | 「タスク潜入！バディファイトクラブ！！」 - Tasuku sennyu! Badifaito Kurabu!!                                          | 1º agosto 2015    |         |
| 18 (82)  | 「切り捨て御免！死ヶ峰無限剣（インフィニティ・デスクレスト）！」 - Kiri-sute gomen! Infiniti Desu Kuresuto!!          | 8 agosto 2015     |         |
| 19 (83)  | 「鬼神合体！剛刃丸！！」 - Onigami gattai! Gōjinmaru!!                                                                | 15 agosto 2015    |         |
| 20 (84)  | 「哀しみの地王！大地に捧ぐ鎮魂歌！！」 - Kanashimi no chi-Ō Daichi ni sasagu Chinkoka!!                               | 22 agosto 2015    |         |
| 21 (85)  | 「永遠の別れ！超星護（スター・ガーディアン）ジャックナイフ！！」 - Eien no wakare! Sutā Gādian Jakkunaifu!!           | 29 agosto 2015    |         |
| 22 (86)  | 「外道奥義！召雷暴神立ち！！」 - Gedou ougi! Shoraiabare Kendachi!!                                                   | 5 settembre 2015  |         |
| 23 (87)  | 「激突！ヒーローvsダークヒーロー！！」 - Gekitotsu! Hīrō vs dāku hīrō!!                                               | 12 settembre 2015 |         |
| 24 (88)  | 「炎王降臨！復活のバーンノヴァ！！」 - En-ō kōrin! Fukkatsu no Bān Nova!!                                             | 19 settembre 2015 |         |
| 25 (89)  | 「さらば，バディファイト」 - Saraba, Badi Faito                                                                       | 26 settembre 2015 |         |
| 26 (90)  | 「ルミナイズ！超竜五角陣！！」 - Ruminaize! Chō-Ryū-go kakujin!!                                                      | 3 ottobre 2015    |         |
| 27 (91)  | 「鈴羽赤面！タイガーからの果し状！！」 - Suzuha sekimen! Taigā kara no rabu retā                                      | 10 ottobre 2015   |         |
| 28 (92)  | 「霧の神話」 - Kiri no shinwa                                                                                         | 17 ottobre 2015   |         |
| 29 (93)  | 「テツヤ絶句！裏切りの魔王！！」 - Tetsuya zekku! Uragiri no maō!!                                                    | 24 ottobre 2015   |         |
| 30 (94)  | 「テツヤ号泣！魔王異次元に消ゆ！！」 - Tetsuya gōkyū! Maō ijigen ni kiyu!!                                            | 31 ottobre 2015   |         |
| 31 (95)  | 「ミセリア初陣！友情は時をこえて！！」 - Miseria raishin! Yūjyō wa toki o koete!!                                     | 7 novembre 2015   |         |
| 32 (96)  | 「さらわれたドラム！牙王VS死ヶ峰！！」 - Sarawareta Doramu! Gao VS Shigamine!!                                        | 14 novembre 2015  |         |
| 33 (97)  | 「ジャックを救え！タスク、絶望の未来へ！！」 - Jack o sukue! Tasuku, zetsubō no mirai he                              | 21 novembre 2015  |         |
| 34 (98)  | 「希望の星！超光星護ジャックナイフ "アステール"！！」 - Kibō no hoshi! Chō hikari hoshi mamoru Jakkunaifu "Asutēru"!! | 28 novembre 2015  |         |
| 35 (99)  | 「ロウガvs八角神王 グランガデス！」 - Rouga vs hakakujin Gurangadesu!                                                 | 5 dicembre 2015   |         |
| 36 (100) | 「復活のイカヅチ！未門家襲撃！！」 - Fukkatsu no Ikazuchi! Mikado chi shūgeki!!                                       | 12 dicembre 2015  |         |
| 37 (101) | 「角王集結！ヤミゲドウ封印！！」 - Kakuō shūketsu! Yamigedō fūin!!                                                    | 19 dicembre 2015  |         |
| 38 (102) | 「決戦！闇荒御魂 オオヤミゲドウ！！」 - Kessen! Yami ara-mitama                                                       | 26 dicembre 2015  |         |
| 39 (103) | 「超決戦！超渋谷大崩壊！！」 - "Chō kessen! Chō Shibuya dai hōkai!!                                                   | 9 gennaio 2016    |         |
| 40 (104) | 「地球が石になる日」 - Chikyū ga ishi ni naru ni                                                                      | 16 gennaio 2016   |         |
| 41 (105) | 「衝突する星合体！（クロスナイズ）ジャックVS裏角王！！」 - Shōtotsusuru Kurosunaize! Jakku VS Urakakuō                | 23 gennaio 2016   |         |
| 42 (106) | 「タッグマッチ？斬夜・テツヤvsジン・鈴羽！！」 - Taggu macchi? Zanya ・ Tetsuya vs Jin ・ Suzuha!!                    | 30 gennaio 2016   |         |
| 43 (107) | 「なななんと！牙王vsオカダ！？」 - Nanananto! Gao vs Okada!?                                                          | 6 febbraio 2016   |         |
| 44 (108) | 「曲者揃い！キリ・ロウガVSノボル・ダビデ！！」 - Kusemono soroi! Kiri・Rouga VS Noboru・Dabide!!                      | 13 febbraio 2016  |         |
| 45 (109) | 「炎王対決!バーンノヴァVSヴェノムノヴァ!!」 - En-ō taiketsu! Bān Nova VS Venomu Nova!!                                | 20 febbraio 2016  |         |
| 46 (110) | 「キャプテン・アンサー"オーバーロード"の反逆!!」 - Kyapten ansā "Ōbārōdo" no hangyaku!!                               | 27 febbraio 2016  |         |
| 47 (111) | 「カードの行方！祠堂怒りのDEATH死ンフォニー！！」 - Kādo no yukue! Shidō ikari no desu shi nfonī!!                    | 5 marzo 2016      |         |
| 48 (112) | 「最大最悪最強！ヒャクガンヤミゲドウ！！」 - Saidai saiaku saikyō! Hyakugan' Yamigedou!!                              | 12 marzo 2016     |         |
| 49 (113) | 「世界を救え！絶望のハンドレッド！！」 - Sekai o sukue! Zetsubō no handoreddo!!                                       | 19 marzo 2016     |         |
| 50 (114) | 「限界のその先へ！無双奥義 角王∞弾!!」 - Genkai no sonosakihe! Musō ōgi-kaku-ō ∞-dan!!                                | 26 marzo 2016     |         |